# Vendline
La Vendline en Suisse ou Vendeline en France est une rivière qui traverse le canton du Jura en Suisse (Vendlincourt, Bonfol, Beurnevésin) et le Territoire de Belfort en France (Réchésy, Courtelevant, Florimont).

## Géographie
Elle prend sa source à Vendlincourt (440 mètres) et conflue avec la Cœuvatte à Florimont (384 mètres) pour former la Covatte qui se jette ensuite dans l'Allaine.
Sa longueur est de 12,5 kilomètres, dont 7 kilomètres sur le territoire suisse.